# Torre de Odín
La Torre de Odín (en danés, Odinstårnet) fue una torre de observación situada en la Colina de Bolbro (en danés, Bolbro Bakke) en Odense, Dinamarca. 

## Historia
La torre, de 175 metros de altura, fue construida entre 1934 y 1935 con materiales reciclados del primer puente del Pequeño Belt, y fue inaugurada el 29 de mayo de 1935. Ésta se convirtió rápidamente en un símbolo y en el orgullo tanto de la ciudad de Odense, como de toda la isla de Funen. Según algunos de sus visitantes, la isla entera se podía ver desde las plataformas de observación de la torre. En caso de ser cierta esta afirmación, el rango de visión desde ella sería de más de 50 kilómetros.
Para construir la torre se utilizaron 30 toneladas de acero, 2.700 toneladas de hormigón, y costó medio millón de coronas danesas, una cantidad considerable de dinero para la época. La torre tenía dos plataformas. La primera, a 70 metros de altura, era un restaurante de planta en forma de estrella, con ventanas amplios y bajos ventanales, un bufete, y asientos para 160 personas. Su techo estaba decorado con una tarjeta de compás grande con un mapa de Odense en el centro, rodeado por direcciones a todas las ciudades de la isla. Cada ciudad estuvo indicada por su dirección, nombre y escudo de armas.
Había una segunda plataforma a 140 metros de altura. De ahí, una escalera de espiral daba acceso al Bar de la Caracola (en danés: Konkyliebaren), nombre inspirado en la escalera. Las mesas estaban dispuestas una en cada escalón de la escalera.
La cocina de la torre estuvo suspendida bajo el restaurante en la primera plataforma y fue considerada muy moderna para su época. La torre fue una popular atracción turística y sólo en 1935, atrajo a más de 213.000 visitantes, incluyendo muchos extranjeros. También fue uno de los lugares favoritos para entusiastas del aeromodelismo.
La torre de Odín fue destruida a las 06:15 de la mañana del 14 de diciembre de 1944 por un grupo de saboteadores nazis daneses, llamado el Grupo de Peter, bajo las órdenes de Henning E. Brøndum, como parte de una serie de actos de sabotaje llamada Schalburgtage. La torre se derrumbó completamente, por lo cual quedó irreparable. Se tardó dos meses para quitar los escombros de metal y casi diez años para los restos de hormigón.
El 29 de mayo de 2004, el 69.º aniversario de la inauguración de la torre original, el alumnado de la Universidad Técnica de Odense (Odense Tekniske Gymnasium) levantó una réplica de la torre, de 12 metros de altura en el sitio original.

## Galería

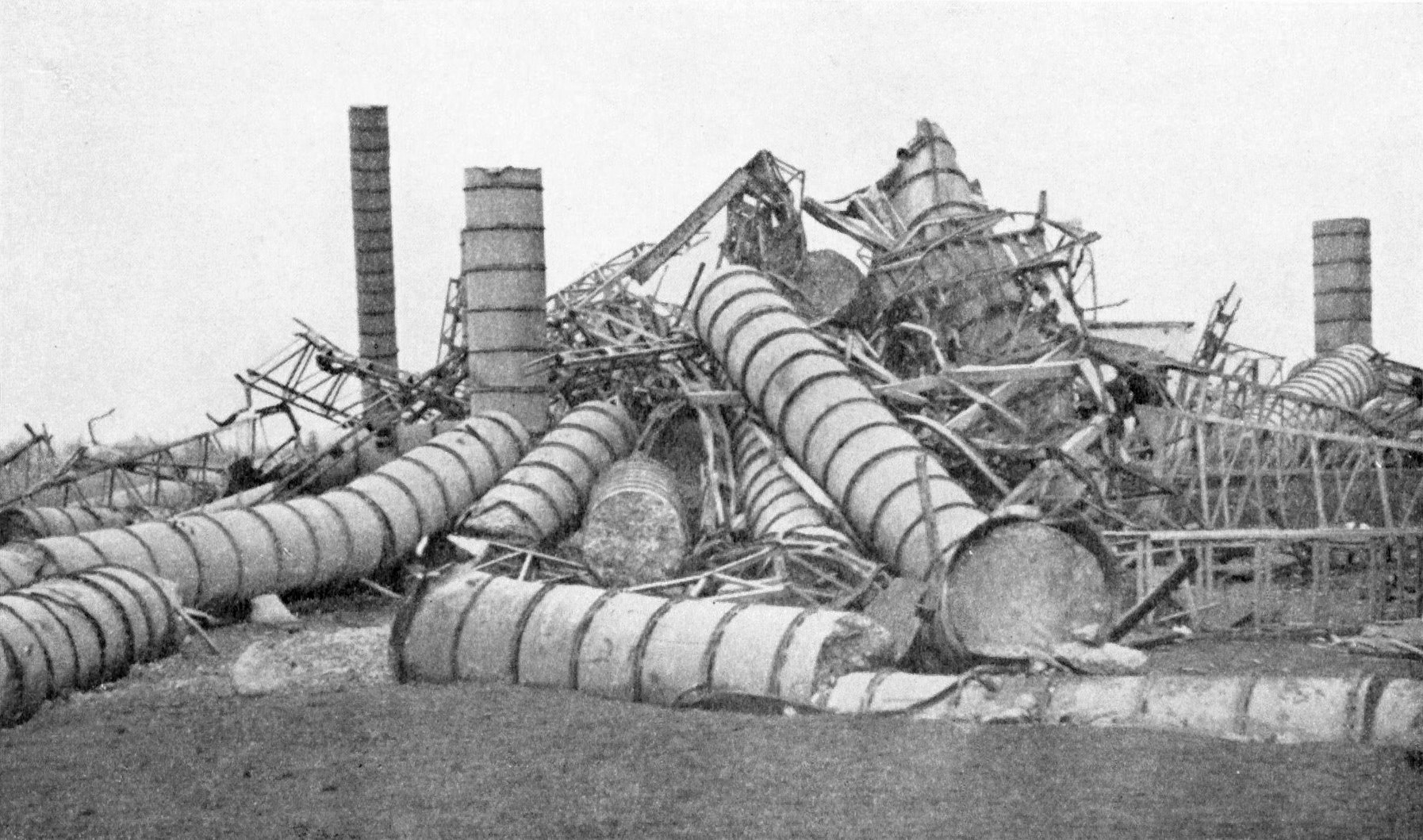
Ruinas de la torre.
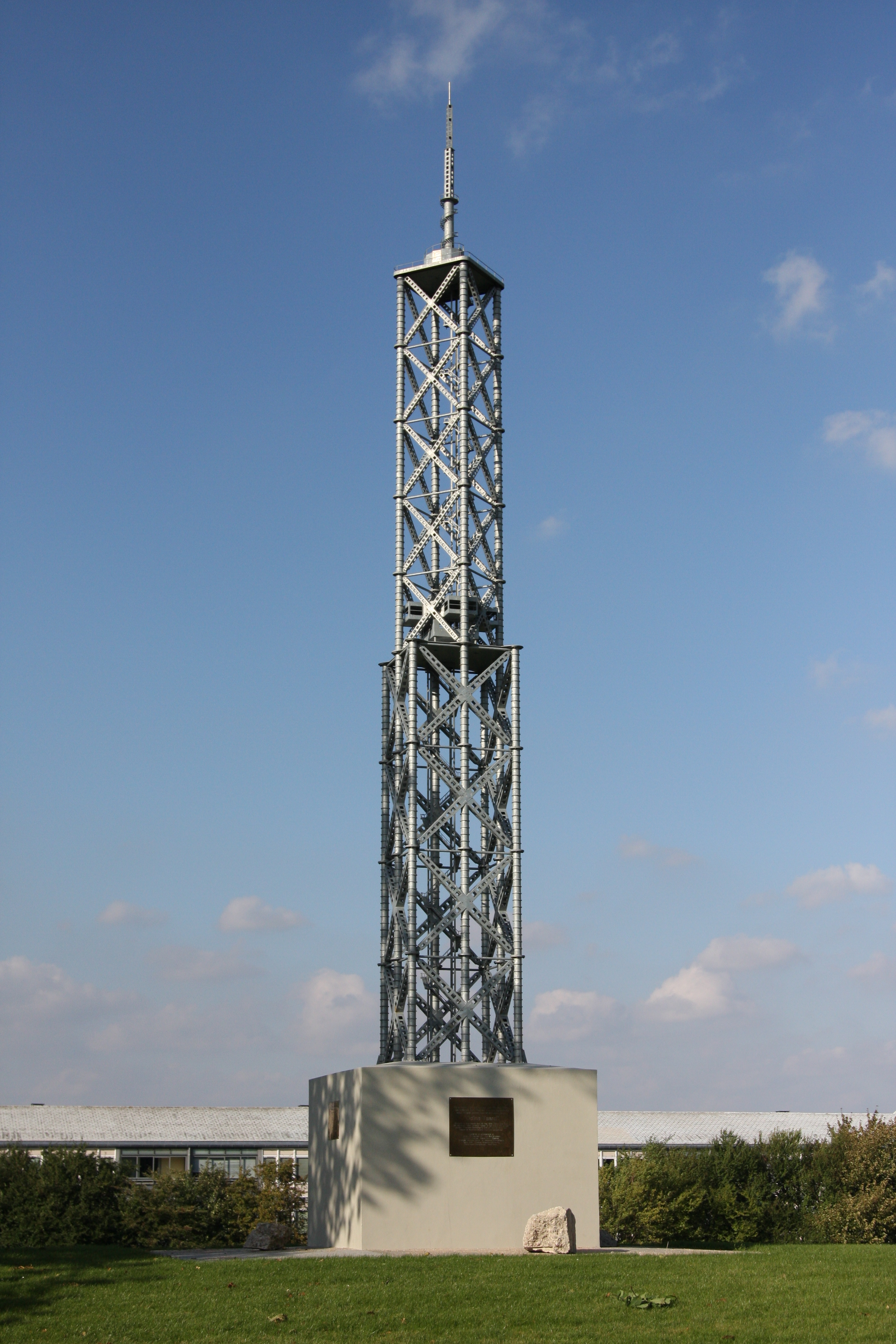
Réplica de la torre en su lugar original. Erigida en 2004.